# Africa One Cargo
Africa One Cargo is een Congolese luchtvrachtmaatschappij met haar thuisbasis in Kinshasa.

## Geschiedenis
Africa One Cargo is opgericht in 2002 door Africa One uit Oeganda.

## Vloot
De vloot van Africa One Cargo bestaat uit: (april 2007)
- 1 Antonov AN-32A
- 1 Antonov AN-26(A) (afgeschreven)

Op donderdag 4 oktober is de Antonov AN-26 in een drukbevolkte buitenwijk van de Congolese hoofdstad Kinshasa neergestort. Over het aantal slachtoffers is nog niets bekend.